# Cifa
Pour les articles homonymes, voir CIFA.
CIFA est une société spécialisée dans la construction de matériel pour le transport et la mise en œuvre du béton, fondé en 1928 à Milan. Le groupe réalise des ensembles de coffrages spéciaux pour tunnels et autres ouvrages de génie civil. Depuis 2008, elle fait partie de Zoomlion, une multinationale chinoise spécialisée dans les machines de construction et les équipements pour la production et la manutention du béton.

## Histoire
C'est le 7 juillet 1928 que Carlo Ausenda crée CIFA (Compagnia Italiana Forme Acciaio - Compagnie Italienne de Formes en Acier). La société commence une activité de conception et construction d'antennes pour transmissions radio, mats supports et antennes, ainsi que des éléments de coffrage métalliques pour les ouvrages spéciaux de génie civil, comme les tunnels ou les voussoirs d'autoroutes. 
Le lancement de la première bétonnière CIFA 400 a eu lieu en 1958. À l'époque, les bétonnières étaient entièrement mécaniques et montées sur des châssis tels que l'Alfa Romeo 900. À partir de 1969, CIFA a commencé à produire des pompes montées sur camion. 
En 1974, la pompe à béton a été brevetée, combinant la capacité de transporter le béton avec la possibilité de le mélanger et de le couler directement sur le site. 
Le slogan actuel de la société est être full line dans la technologie du béton. En effet, la société a élargi ses spécialités et couvre désormais l'ensemble du cycle du béton :
- depuis sa fabrication avec la construction de centrales automatiques et polyfonctionnelles ;
- le transport avec une gamme très large de malaxeurs portés sur camions de tout gabarit, de 6 à 25 m3, avec pompe sur le camion, solution très prisée en Italie, ou indépendante, comme en Allemagne ;
- les coffrages de dernière génération avec injection du béton de réputation mondiale.

En 2006, le Fonds Magenta est entré dans la structure de l'entreprise CIFA dans le but de mieux définir l'organisation, les flux de processus et les stratégies d'expansion internationale. En 2008, un accord a été conclu pour la vente de CIFA à Zoomlion, un groupe multinational chinois actif dans le secteur de la construction, de l'agriculture, de la production de béton et des équipements de manutention.
La société possède deux autres sites de fabrication à Gerenzano et à Castiglione delle Stiviere.